# Azerbeidzjan op het Eurovisiesongfestival 2021
Azerbeidzjan nam deel aan het Eurovisiesongfestival 2021 in Rotterdam, Nederland. Het was de 13de deelname van het land aan het Eurovisiesongfestival. ITV was verantwoordelijk voor de Azerbeidzjaanse bijdrage voor de editie van 2021.

## Selectieprocedure
Nadat het Eurovisiesongfestival 2020 werd geannuleerd vanwege de COVID-19-pandemie, maakte ITV reeds op 20 maart 2020 bekend dat het ook in 2021 zou deelnemen aan het Eurovisiesongfestival. Efendi, die amper een maand eerder intern was geselecteerd om haar vaderland te vertegenwoordigen op het Eurovisiesongfestival 2020, werd door de omroep wederom voorgedragen voor deelname aan de komende editie van het festival.
Het nummer waarmee ze naar Rotterdam zou afzakken werd op 15 maart 2021 vrijgegeven. Het kreeg als titel Mata Hari.

## In Rotterdam
Azerbeidzjan trad aan in de eerste halve finale, op dinsdag 18 mei 2021. Efendi was als veertiende van zestien acts aan de beurt, net na Roxen uit Roemenië en gevolgd door Go_A uit Oekraïne. Azerbeidzjan eindigde uiteindelijk op de achtste plek met 138 punten en wist zich zo verzekerd van een plek in de finale.
In de finale was Efendi als 21ste van 26 acts aan de beurt, net na Barbara Pravi uit Frankrijk en gevolgd door TIX uit Noorwegen. Azerbeidzjan eindigde uiteindelijk op de twintigste plaats, met 65 punten.
2008 · 2009 · 2010 · 2011 · 2012 · 2013 · 2014 · 2015 · 2016 · 2017 · 2018 · 2019 · 2020 · 2021 · 2022 · 2023 · 2024 · 2025
Albanië · Australië · Azerbeidzjan · België · Bulgarije · Cyprus · Denemarken · Duitsland · Estland · Finland · Frankrijk · Georgië · Griekenland · Ierland · IJsland · Israël · Italië · Kroatië · Letland · Litouwen · Malta · Moldavië · Nederland · Noord-Macedonië · Noorwegen · Oekraïne · Oostenrijk · Polen · Portugal · Roemenië · Rusland · San Marino · Servië · Slovenië · Spanje · Tsjechië · Verenigd Koninkrijk · Zweden · Zwitserland